# Hat Nemzet Bajnoksága
A Hat Nemzet (angolul: Six Nations Championship, franciául: Tournoi des six nations, olaszul: Sei Nazioni, írül: Comórtas na Sé Náisiún, walesiül: Pencampwriaeth y Chwe Gwlad, skót gaelül: Na Sia Nàiseanan) egy évenként megrendezett rögbi-bajnokság Anglia, Franciaország (1910 óta), Írország, Olaszország (2000 óta), Skócia és Wales csapatai közt. A győztest nem hivatalosan Európa bajnokának tekintik.

## Története
Anglia és Skócia csapata 1871-ben játszotta egymással az első hivatalos válogatott mérkőzést a rögbi történetében. 1872-ben ezt követte az első skót-ír rangadó, az 1880-as években pedig Wales válogatottja is jelentkezett a porondon. 1883-ban pedig a négy brit szövetség megalapította a 4 Nemzet tornáját Home Nations néven. Eleinte néha akadozott a lebonyolítás, a 19. században különböző okok miatt ötször nem hirdettek győztest, azóta csak a két világháború miatt szünetelt a torna. 1910-től a franciákat is bevették a versenybe, innentől 5 Nemzetként él hosszú ideig a bajnokság. 1931-ben a franciákat a náluk divatban lévő félprofizmus miatt kizárták, így a második világháborúig a négy brit csapat (Home Nations) vetélkedett tovább. A franciák csak a háború után térhettek vissza a mezőnybe.1947 óta folyamatos a torna évenkénti megrendezése, illetve 1972-ben az észak-írországi polgárháborús helyzet miatt Wales és Skócia nem játszotta le Írországban a mérkőzését, és akkor sem hirdettek győztest. Érdekes, hogy a következő évben -mintegy vigaszdíjként- ötös holtverseny alakult ki; minden csapat 2-2 sikert aratott. 2000-től a sokat fejlődött (és tőkeerős) Olaszországgal egészült ki a mezőny hatra, és lett Six Nations a neve. Egy teniszből ismert fogalom, a Grand Slam itt is feltűnik: azt a csapatot jelöli, amelyik minden mérkőzését megnyeri az adott évben. Ez a legnagyobb dicsőség egy válogatott számára.
Eleinte Anglia és Skócia uralta a mezőnyt, 1893-ban Wales, 1894-ben Írország is learatta első sikerét. A 20. század elején Wales volt a legeredményesebb, a következő két évtizedben Anglia, majd a '30-as években a négy brit csapat egymást taszigálta le a dobogó tetejéről. Franciaország 1954-től gyűjtötte első helyeit. A legnagyobb sorozatot Wales mondhatja magáénak: 1969 és 79 között 8 első helyet szerzett. Az elmúlt másfél évtizedben a két legnagyobb szövetség, Anglia és Franciaország szinte kisajátította a tornát, csak három évben engedték át az első helyet. Olaszország eddig csak egy-egy váratlan győzelmével tette le a névjegyét.
Mivel a brit csapatok az 1980-as évekig csak ezen a tornán vettek rész, valamint a domíniumokkal játszottak, a válogatott játékosok pályafutása szinte megegyezik a 4-5-6 Nemzeten lejátszott meccseikkel. Nemzeti hőssé a tavasszal lejátszott tornán válhatott egy-egy játékos – nagyon számon tartják őket. Walesben Gareth Edwards, Skóciában Gavin Hastings a legtekintélyesebb.

## A Hat Nemzet nyertesei
2022 - Franciaország
2021 - Wales
2020 - Anglia
2019 - Wales
2018 - Írország
2017 - Anglia
2016 - Anglia
2015 - Írország
2014 - Írország
2013 - Wales
2012 - Wales
2011 - Anglia
2010 - Franciaország
2009 - Írország
2008 - Wales
2007 – Franciaország,
2006 – Franciaország, 
2005 – Wales,
2004 – Franciaország,
2003 – Anglia,
2002 – Franciaország,
2001 – Anglia,
2000 – Anglia,
1999 – Skócia,
1998 – Franciaország,
1997 – Franciaország,
1996 – Anglia,
1995 – Anglia,
1994 – Wales,
1993 – Franciaország,
1992 – Anglia,
1991 – Anglia,
1990 – Skócia,
1989 – Franciaország,
1988 – Franciaország és Wales,
1987 – Franciaország,
1986 – Franciaország és Skócia,
1985 – Írország,
1984 – Skócia,
1983 – Franciaország és Írország,
1982 – Írország,
1981 – Franciaország,
1980 – Anglia,
1979 – Wales,
1978 – Wales,
1977 – Franciaország,
1976 – Wales,
1975 – Wales,
1974 – Írország,
1973 – Ötös holtverseny,
1972 – Elmaradt mérkőzések miatt nem hirdettek győztest,
1971 – Wales,
1970 – Franciaország és Wales,
1969 – Wales,
1968 – Franciaország,
1967 – Franciaország,
1966 – Wales,
1965 – Wales,
1964 – Skócia és Wales,
1963 – Anglia,
1962 – Franciaország,
1961 – Franciaország,
1960 – Anglia és Franciaország,
1959 – Franciaország,
1958 – Anglia,
1957 – Anglia,
1956 – Wales,
1955 – Franciaország és Wales,
1954 – Anglia, Franciaország és Wales,
1953 – Anglia,
1952 – Wales,
1951 – Írország,
1950 – Wales,
1949 – Írország,
1948 – Írország,
1947 – Anglia és Wales
1940-1946 – A II. világháború miatt elmaradt
1939 – Anglia, Írország és Wales,
1938 – Skócia,
1937 – Anglia,
1936 – Wales,
1935 – Írország,
1934 – Anglia,
1933 – Skócia,
1932 – Anglia, Írország és Wales,
1931 – Wales,
1930 – Anglia,
1929 – Skócia,
1928 – Anglia,
1927 – Írország és Skócia,
1926 – Írország és Skócia,
1925 – Skócia,
1924 – Anglia,
1923 – Anglia,
1922 – Wales,
1921 – Anglia,
1920 – Anglia, Skócia és Wales
1915-1919 – Az I. világháború miatt elmaradt
1914 – Anglia,
1913 – Anglia,
1912 – Anglia és Írország,
1911 – Wales,
1910 – Anglia,
1909 – Wales,
1908 – Wales,
1907 – Skócia,
1906 – Írország és Wales,
1905 – Wales,
1904 – Skócia,
1903 – Skócia,
1902 – Wales,
1901 – Skócia,
1900 – Wales,
1899 – Írország,
1897-1898 – Nem rendezték meg,
1896 – Írország,
1895 – Skócia,
1894 – Írország,
1893 – Wales,
1892 – Anglia,
1891 – Skócia,
1890 – Anglia és Skócia,
1888-1889 – Nem rendezték meg,
1887 – Skócia,
1886 – Anglia és Skócia,
1885 – Nem rendezték meg
1884 – Anglia,
1883 – Anglia,

### Grand Slam győztesek
- Anglia (13):

1913, 1914, 1921, 1923, 1924, 1928, 1957, 1980, 1991, 1992, 1995, 2003, 2016
- Wales (12):

1908, 1909, 1911, 1950, 1952, 1971, 1976, 1978, 2005, 2008, 2012, 2019
- Franciaország (10):

1968, 1977, 1981, 1987, 1997, 1998, 2002, 2004, 2010, 2022
- Skócia (3):

1925, 1984, 1990
- Írország (3):

1948, 2009, 2018
- Olaszország (0)